# Christelle Laura Douibi
Christelle Douibi (en arabe : كريستيل الدويبي), née le 24 novembre 1985 à Grenoble, est une skieuse alpine franco-algérienne spécialisée dans les épreuves de descente et de super géant. Lors des Jeux olympiques d'hiver de Turin de 2006, elle a concouru dans les épreuves de descente et super géant mais a dû déclarer forfait sur blessure pour l'épreuve de slalom géant.

## Jeux olympiques d'hiver de 2006

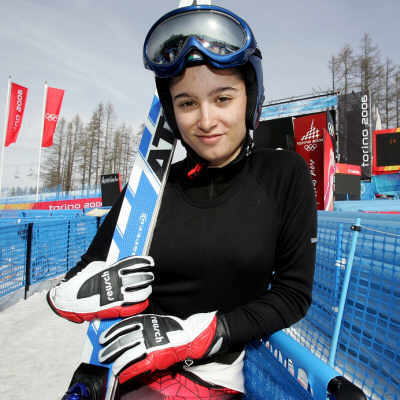
Christelle Douibi dans l'aire d'arrivée de la descente olympique - Turin 2006

Christelle Laura Douibi qui porte le dossard no 55 lors de l'épreuve de Super G, est la 51e des 56 concurrentes engagées. Elle a fini sa course avec sa cheville blessée, en raison d'une lourde chute pendant un entraînement. Lors de l'épreuve de descente elle porte le dossard no 45 et elle finit 40e sur 45.
Christelle Douibi porte le drapeau de l'Algérie lors de la cérémonie d'ouverture des Jeux olympiques qui se déroule au Stade olympique de Turin.

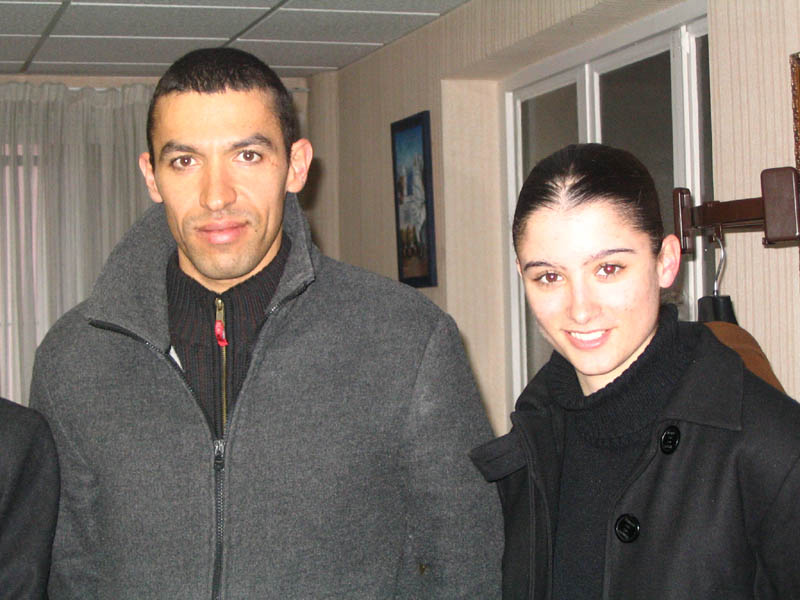
Au consulat après les JO avec Christelle Laura Douibi et Noureddine Maurice Bentoumi.

| Épreuve / Édition | Turin 2006 |
| Descente          | 40e        |
| Super G           | 51e        |